# Матвеевский (Кабардино-Балкария)
Матве́евский — хутор в Прохладненском районе Кабардино-Балкарской Республики. Входит в состав муниципального образования «Сельское поселение Прималкинское».

## География
Хутор расположено в южной части Прохладненского района, на правом берегу реки Малка. Находится в 5 км к юго-западу от районного центра Прохладный и в 67 км к северо-востоку от города Нальчик (по дороге).
Граничит с землями населённых пунктов: Прохладный на северо-востоке, Ново-Троицкий на востоке, Ново-Вознесенский на юге и Алтуд на западе.
Населённый пункт расположен на наклонной Кабардинской равнине, в равнинной зоне республики. Средние высоты на территории хутора составляют 220 метров над уровнем моря. Рельеф местности представляет собой волнистые предгорные равнины, с курганными и бугристыми возвышенностями. Прослеживается общий уклон с юго-запада на северо-восток. Вдоль долины реки Малка и его старого русла тянутся кряжи, с высотами около 5-7 метров.
Гидрографическая сеть в основном представлена рекой Малка. К югу от хутора расположено озеро Матвеевское, являющийся крупнейшим озером на территории Прохладненского района.
Климат влажный умеренный. Средняя температура воздуха в июле достигает +23,0°С, в январе она составляет около -2,0°С. Среднегодовое количество осадков составляет около 600 мм. Основные ветры восточные и северо-западные.

## История
Хутор был основан в 1907 году переселенцами из Центральных губерний Российской империи.
В 1922 году хутор включён в состав образованного Прималкинского сельсовета КБАССР.

## Население
| 2002 | 2010 | 2021 |
| ---- | ---- | ---- |
| 257  | ↘244 | ↗284 |

Национальный состав
По данным Всероссийской переписи населения 2010 года:
| Народ      | Численность, чел. | Доля от всего населения, % |
| ---------- | ----------------- | -------------------------- |
| русские    | 171               | 70,1 %                     |
| турки      | 45                | 18,4 %                     |
| кабардинцы | 10                | 4,1 %                      |
| другие     | 18                | 7,4 %                      |
| всего      | 244               | 100 %                      |

По данным Всероссийской переписи населения 2021 года:
| Народ             | Численность, чел. | Доля от всего населения, % |
| ----------------- | ----------------- | -------------------------- |
| русские           | 187               | 65,84 %                    |
| турки             | 72                | 25,35 %                    |
| кабардинцы        | 5                 | 1,77 %                     |
| другие/не указано | 20                | 7,04 %                     |
| всего             | 284               | 100,0 %                    |

Половозрастной состав
По данным Всероссийской переписи населения 2010 года:
| Возраст     | Мужчины, чел. | Женщины, чел. | Общая численность, чел. | Доля от всего населения, % |
| ----------- | ------------- | ------------- | ----------------------- | -------------------------- |
| 0 — 14 лет  | 20            | 24            | 44                      | 18,0 %                     |
| 15 — 59 лет | 78            | 90            | 168                     | 68,9 %                     |
| от 60 лет   | 11            | 21            | 32                      | 13,1 %                     |
| Всего       | 109           | 135           | 244                     | 100,0 %                    |

Мужчины — 109 чел. (44,7 %). Женщины — 135 чел. (55,3 %).
Средний возраст населения — 36,4 лет. Медианный возраст населения — 34,5 лет.
Средний возраст мужчин — 33,7 лет. Медианный возраст мужчин — 31,6 лет.
Средний возраст женщин — 38,3 лет. Медианный возраст женщин — 36,7 лет.

## Инфраструктура
Основные объекты социальной инфраструктуры расположены в центре сельского поселения — селе Прималкинское.

## Улицы
В хуторе всего одна улица — Матвеевская. 